# Katrin Hiller
Katrin Hiller (* 1973) ist eine deutsche Regisseurin und Produktionsleiterin.

## Leben
Bereits während der Schulzeit machte Hiller erste Erfahrungen in den Bereichen Dramaturgie und Journalismus. Während ihres Studiums der Soziologie und der Germanistik von 1992 bis 1995 an der Universität Hamburg arbeitete sie als Dramaturgie- und Regieassistentin am Ernst-Deutsch-Theater und am Schauspielhaus Hamburg. Danach begann sie ihr Regiestudium an der Folkwang-Hochschule in Essen.
1999 begann Hiller am Burgtheater Wien als Regieassistentin und inszenierte danach auch eigenständig. Sie arbeitete als Produktionsleiterin bei den Salzburger Festspielen und der Ruhrtriennale.
Seit 2001 ist Hiller freie Regisseurin beim u. a. beim Feldkirchfestival, am Volkstheater Wien und am Theater Neumarkt in Zürich.

## Auszeichnungen
- 1996: Internationaler Folkwang-Preis